# John J. Legere

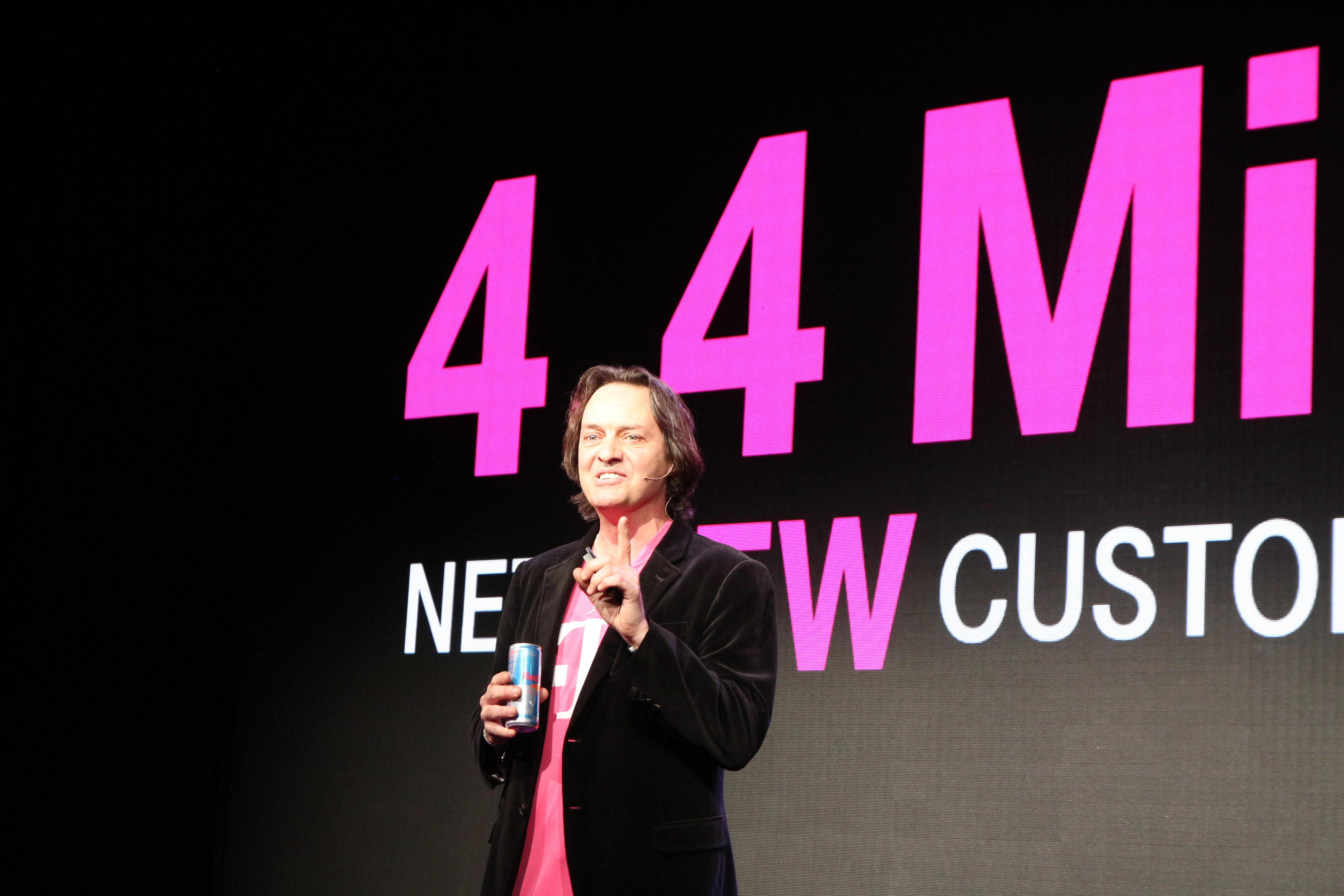
John Legere auf der CES Konferenz 2014

John Joseph Legere (*  4. Juni 1958 in Fitchburg, Massachusetts) ist ein amerikanischer Geschäftsmann und war bis zum 30. März 2020 CEO der T-Mobile US, einem Tochterunternehmen der Deutschen Telekom.

## Werdegang
Legere besuchte die örtliche St. Katharine Catholic School und strebte danach eine Arbeit als Sportlehrer an, bevor er sich für ein betriebswirtschaftliches Studium entschied.
Er hält einen Bachelorabschluss von der University of Massachusetts, einen Masterabschluss als Alfred P. Sloan Fellow von der MIT Sloan School of Management und einen MBA von der Fairleigh Dickinson University. Er absolvierte außerdem das Programm für Management Development (PMD) der Harvard Business School.
Legere arbeitete in der Telekommunikation zunächst bei New England Telephone, bevor er zu AT&T wechselte, wo er von 1983 bis 1998 verschiedene Leitungspositionen innehatte. Er war dort unter anderem Chief Executive Officer von AT&T Asia, Leiter von AT&T Global Strategy und Business Development und Präsident der weltweiten Outsourcing-Tochter von AT&T, AT&T Solutions. Von 1998 bis 2000 arbeitete er als Senior Vice President von Dell. Er war Präsident und Chief Operations Officer für Dell Operations in Europa, im Mittleren Osten und in Afrika und Präsident bei Dell Asia-Pacific. Danach wechselte er von 2000 bis 2002 als Präsident und CEO zu Asia Global Crossing und war von 2001 bis 2011 CEO von Global Crossing. Er führte das Unternehmen durch die Insolvenz und wickelte schließlich die Übernahme durch Level 3 Communications ab.
Legere wurde im September 2012 zum Chief Executive Officer (CEO) von T-Mobile USA (jetzt T-Mobile US) ernannt und ist seither für den „Un-Carrier“-Ansatz von T-Mobile USA bekannt.
Legere ist Teil des Aufsichtsrats des amerikanischen Wirtschaftsverbandes CTIA (Cellular Telecommunications and Internet Association). Er war Mitglied des Unternehmensbeirats der School of Business and Management der Hong Kong University of Science and Technology und des Ausschusses für Regierungsbeziehungen der Amerikanischen Handelskammer in Hongkong.

## Privatleben
Legere war seit seiner Studienzeit als Läufer aktiv und nimmt noch immer an Veranstaltungen mit Kollegen teil. Im Jahr 2004 absolvierte er den Boston Marathon als Mitglied des Marathon Challenge-Teams des Dana-Farber Cancer Institute.  Im Mai 2016 kaufte er Werbeflächen für T-Mobile auf dem Läufer Nick Symmonds.
Legere wurde zweimal geschieden und hat zwei Töchter.